# Labrodon pavimentatum
Espèce
Labrodon pavimentatum est une espèce éteinte de poissons de la famille des Labridae. Elle est rapportée sous le nom de Nummopalatus par Marie Rouault en 1858, ou encore Pharyngodopilus par Igino Cocchi (d) en 1864.

## Description
Ces restes fossilisés sont présents dans les faluns de Bretagne. Les os sont très caractéristiques, de forme subtriangulaire et atteignant jusqu'à 4 cm, ils portent un grand nombre de petites dents jointives, aplaties, arrondies ou subovales. Les dents fonctionnelles triturantes ont, sous elles, une ou plusieurs plaques identiques de remplacement.

## Sources
- Fossiles, revue, no 30, 2017. Les fossiles oligocènes-miocènes des environs de Rennes.